# OptimFROG
OptimFROG는 플로린 기도가 개발한 무손실 오디오 코덱으로, 클로즈드 소스 소프트웨어이다. OptimFROG는 고품질 압축 비율과 느린 인코딩과 디코딩 비율을 활용한다.  OptimFROG는 파일 형식으로 APEv2 태그를 사용해 메타데이터를 저장한다.